# Ildefons Cerdà

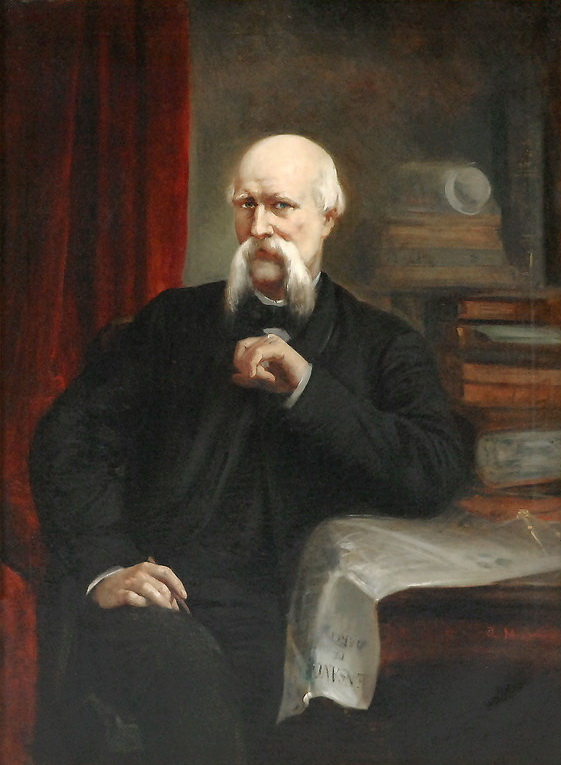
Ildefons Cerdà (1878, Gemälde von Ramon Martí i Alsina).

Ildefons Cerdà i Sunyer [ildəˈfɔns sərˈda i suˈɲe] (* 23. Dezember 1815 in Centelles; † 21. August 1876 in Caldas de Besaya bei Santander) war ein fortschrittlicher katalanischer Stadtplaner, der Barcelonas Stadtteil Eixample entworfen hat.

## Biographie
Ursprünglich war Cerdà Bauingenieur. Als die Regierung dem öffentlichen Druck nachgab und die Stadtmauern Barcelonas abtragen ließ, setzte er sich für eine Globalplanung der nun folgenden Stadterweiterung ein, damit der neue Stadtteil effizient und lebenswert werden würde, im Gegensatz zur engen, seuchengefährdeten Innenstadt. Er fand keine passenden Referenzwerke, weshalb er sich entschied, selbst eines zu schreiben. Währenddessen entwarf er die Grundstruktur des Eixample und bediente sich dabei einiger Ideen seiner Zeitgenossen, sein Konzept gilt aber als einzigartig.
Cerdà verwirklichte seinen Traum, indem er eine Festanstellung als Bauingenieur aufgab. Den Rest seines Lebens arbeitete er an neuen Projekten und der Verbesserung bestehender Entwürfe und entwickelte neue theoretische Großkonzepte. Dabei verbrauchte er das gesamte Familienerbe und starb stark verschuldet; für seinen Entwurf des Eixample wurde er nie entlohnt.
1851/52 war Cerdà kurzzeitig Mitglied des Unterhauses des spanischen Parlaments, des Congreso de los Diputados. Cerdà verfasste – neben einer detaillierten topographischen Übersichtskarte der Umgebung Barcelonas – Abhandlungen über jedes seiner größeren Projekte. Er hat außerdem einige spanische Neologismen wie urbanización geprägt. Auf dem Titel seines Grundlagenwerks der Stadtplanung Teoría general de la urbanización (Madrid 1867) beruhen die entsprechenden Begriffe im Französischen (urbanisme) und Italienischen (urbanistica).
1876 wurde er im Cementiri de Montjuïc in Barcelona beigesetzt.

## Arbeitsweise
Er konzentrierte sich auf Grundbedürfnisse der Menschen in der Stadt: Sonnenlicht, Belüftung, Pflanzen, effektive Abfall- und Abwasserbeseitigung und Transport von Menschen, Waren, Energie und Informationen.
Seinen Entwürfen liegt ein Vernetzungskonzept, das seiner Zeit weit voraus war, zu Grunde. Sein Straßenlayout und Rasterdesign war optimiert für Fußgänger, Fuhrwerke, pferdegezogene Straßenbahnen, Stadtbahnen (die noch völlig unbekannt waren), natürliche Gasversorgung und große Abwasseranlagen, um regelmäßige Überschwemmungen zu verhindern; er vergaß aber auch nicht private Gärten und andere Annehmlichkeiten. Die neuesten technischen Innovationen waren in seinen Entwürfen enthalten, wenn sie für die Integration förderlich waren, aber Cerdà brachte auch neue eigene Konzepte mit ein, darunter ein System zum Bodennivellement, welches für den Erfolg seiner Projekte essentiell war und außerdem eine statistische Analyse der Situation der Arbeiterklasse zu der Zeit ermöglichte.

## Kontroverse

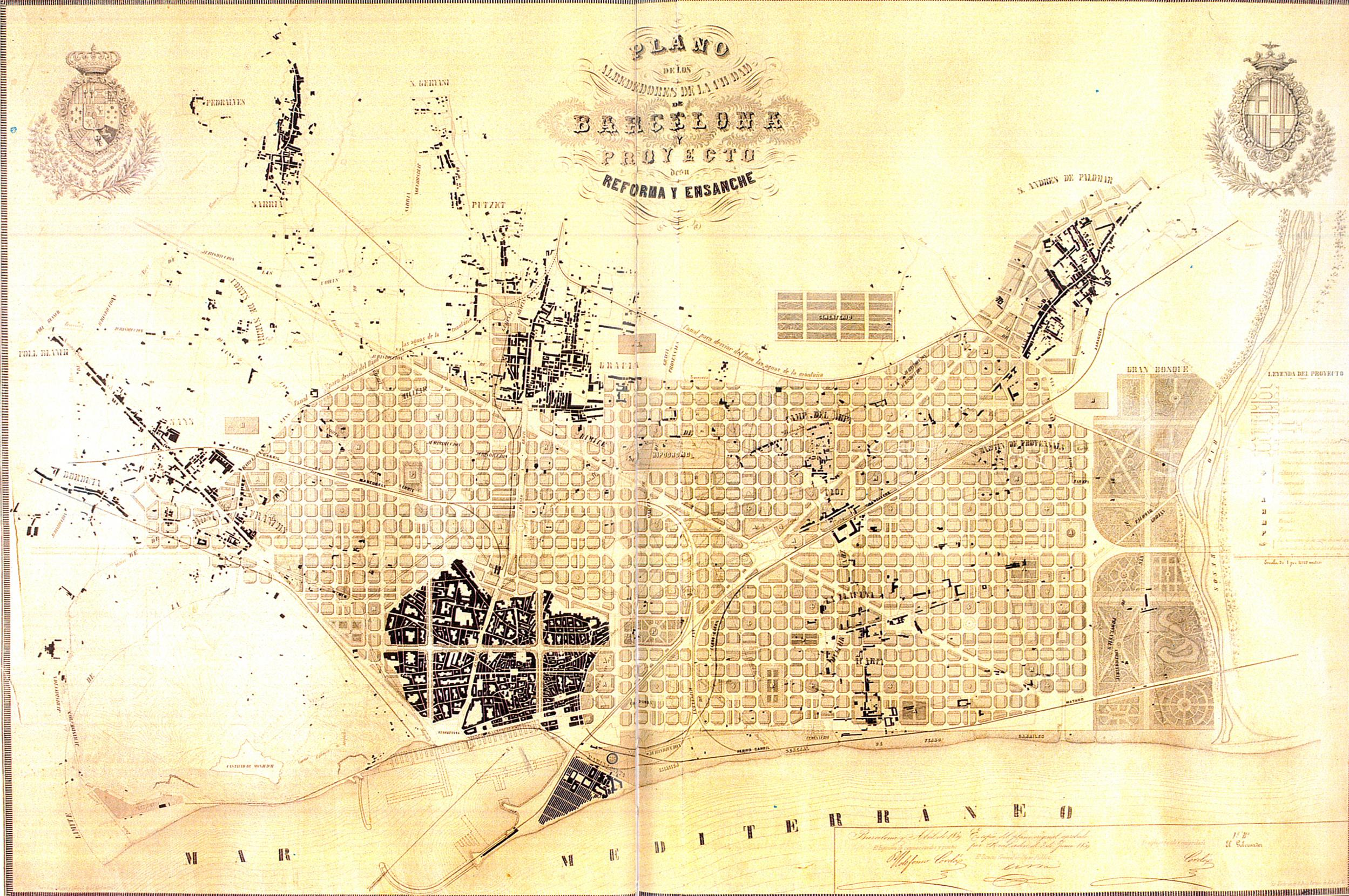
Originalplan der Stadterweiterung Barcelonas von 1859

Seine Pläne für Barcelona erfuhren zwei größere Überarbeitungen, die zweite Version, der die spanische Regierung zugestimmt hat, kann man immer noch am heutigen Layout von Eixample ausmachen, obwohl die niedrigen Gebäude und die Gärten in jedem Viertel schnell verschwanden. Nur eine der beiden geplanten Diagonalstraßen wurde wirklich gebaut.
Eixample war und wird immer noch von der Oberklasse bewohnt, anstatt von allen Schichten gemeinsam.
Viele katalanische Architekten kritisierten seine Ideen und beschuldigten ihn sogar, Ansichten des Sozialismus zu propagieren. Schließlich endeten die meisten aber damit, die modernistischen Fassaden des Viertels zu entwerfen.
Politische Entwicklungen in Spanien und Katalonien führten aber zu einer revisionistischen Version, mit der Cerdà die offizielle Zustimmung für seinen Plan einholte.
Tatsächlich entwickelte Cerdà seine Entwürfe unter der Aufsicht der damaligen Behörden, der spanischen Regierung und des Stadtrates. Eine politisch veränderte Lokalregierung und der neue Stadtrat versuchten danach, die getroffenen Entscheidungen zu revidieren, indem sie 1859 einen Projektwettbewerb ausschrieben. Trotzdem konnte Cerdàs Entwurf sich durchsetzen, jedoch nicht ohne die betroffenen Großgrundbesitzer zu verärgern.

## Schriften
- 1859: Teoría de la Construcción de Ciudades (Theorie der Städteplanung), als Unterstützung für die Erweiterung Barcelonas
- 1861: Teoría de la Viabilidad Urbana y Reforma de la de Madrid (Theorie des städtischen Verkehrsnetzes und die Reform desselben in Madrid), als Unterstützung seines Reformentwurfes der Innenstadt der spanischen Hauptstadt
- 1863: Teoría del Enlace del Movimiento de las Vías Marítimas y Terrestres (Theorie der Verkehrsverbindung von Transport auf dem Land- und Seewege), als Begleitwerk für ein Projekt im Hafen Barcelonas
- 1867: Teoría General de la Urbanización (Allgemeine Theorie der Urbanisierung, Digitalisate von Band 1 und Band 2)
- 1873: Teoría General de la Rurización (Allgemeine Theorie der Suburbanisierung, unvollendet)